# Lollu Sabha
Lollu Sabha es una serie de comedia india en tamil protagonizada por N. Santhanam, Swaminathan, Jeeva, Balaji, Manohar y Jangiri Madhumitha. Fue transmitido por STAR Vijay. Cada episodio de la serie era una parodia de un largometraje o programa de televisión tamil. El programa obtuvo elogios de la crítica. Lollu Sabha emitió 156 episodios. El actor de comedia Santhanam, Swaminathan, Yogi Babu y Madhumitha son considerados entre los mejores hallazgos del programa.

## Reparto
- Santhanam
- Balaji
- Swaminathan
- Jeeva[2]
- Manohar[3]
- Easter
- Seshu
- Udhay
- Maran
- Antony
- Pazhaniyappan
- Ravikumar (Monkey Ravi)
- Mullai
- Udumalai Ravi
- Karthick
- Akash
- Swetha
- Soundarya
- Shobana
- Rajini Nivetha
- Muthu Shravan
- Auto Pancha (Conductor de auto de GD Vignesh)
- Venkatraj
- Kandhan
- Arun Raj (Alden)
- Yogi Babu[4]
- Jangiri Madhumitha

## Lista

### Películas falsificadas
- 7G Rainbow Colony [7G Orampo Colony][5]
- Aaru [Aaru Padu Joru]
- Alaipayuthey [Ullaikothikuthe]
- Amaidhi Padai
- Amarkalam [Amakkalam]
- Amman Kovil Kizhakale [Aayaa Koil Appaale]
- Anandham [Anandham Illeengo][6]
- Anbe Aaruyire [Attu piece Aayaamoonji]
- Annamalai [Ennaamalai]
- Anniyan [Onion]
- Andha 7 Naatkal [Andha 7 1/2 Naatkal]
- Arindhum Ariyamalum [Avindhum Aviyamalum]
- Arunachalam [Andaachalam]
- Attagasam [Kettavaasam]
- Autograph [Summergraph]
- Avvai Shanmughi [Avvai Chappamuki]
- Ayyaa [Paiyaa]
- Baasha [Bacha]
- Baba [Maavaa]
- Bharatha Vilas [Bar Atha Vilas]
- Billa [Gulla]
- Chandramukhi [Chappamukhi]
- Cheran Pandiyan [Seraatha Pandiyan]
- Chinna Gounder [Donna Gounder]
- Chinna Thambi [Chinna Thumbi]
- Citizen [Jettisen]
- C. I. D. Shankar [Ka. Me. Di. Shankar]
- Dhavani Kanavugal [Thalakaani Kanavugal]
- Dheena [Onaa]
- Dhill [Dhill Irundha Parunga]
- Dhool [Siyakkaai Dhool]
- Duet
- Ethir Neechal [Edhu Neechal]
- Enga Ooru Pattukaran [Enga Area Paattukaaran]
- Enga Veettu Pillai [Adutha Veettu Pillai]
- Ejamaan
- Evana Irundha Enakenna [Evana Irundha Velakkenna]
- Gentleman [Kindalman]
- Gunaa [Ena]
- Gilli [Jalli]
- Ithu Thaanda Police [Idhudhanda Foolish]
- Idhayam [Idhayam Illathavan]
- Idhaya Kovil [Idhu En Kovil]
- Indian [Gindian]
- Jayam [Bhayam][7]
- Kaadhal [Kaadhal Vaysavanthu]
- Kaakha Kaakha [Kaakkaa Kaakkaa - The Foolish]
- Kadalora Kavithaigal [Kadalora Kazhuthaigal]
- Kadhal Kondein [Kadalai Kondein]
- Kadhal Kottai [Kadhal Settai]
- Kadhal Mannan [Kathaala Mannan]
- Kadhalukku Mariyadhai [Kadhaluku Avamariyadhai]
- Kandukondain Kandukondain [Kandukaatha Kandukaatha]
- Karakattakkaran [Keragaattakaaran]
- Kattradhu Thamizh [Katradhu Dumeel]
- Keladi Kanmani [Keladi Kullamani]
- Kireedom [Freedom]
- Kizhake Pogum Rail [Kurukke Pogum Rail]
- Kizhakku Vaasal [Kirukku Vaasal]
- Kizhakku Seemaiyile [Kelatu Seemaiyile]
- M. Kumaran S/O Mahalakshmi [M. Kullan S/O Megalakshmi]
- Maayi [Paayi]
- Malaiyoor Mambattiyan [Mylapore Mambattiyan]
- Manithan
- Mella Thirandhathu Kadhavu [Mollama Thorangada Kadhava]
- Minnale [Kindale]
- Minsaara Kanavu [Supply Illa]
- Moondru Mugam [Muthina Mugam]
- Mr. Bharath [Michher Barath]
- Mudhalvan
- Mugavaree [Mughaveri]
- Muthu
- Muthal Mariyathai [Rendavathu Mariyathai]
- Mythili Ennai Kaathali [Mythili En Thalavali]
- Naalai Namadhe
- Naan Avan Illai [Naan Avan Illeengo]
- Nandhaa [Indhaa]
- Narasimha [Narasamma]
- Natpukkaaga [Oppukkaaga]
- Nattamai [NOT Taamai]
- Nayakan [Vinaayagan][8]
- Nenjam Marappathillai [Konjam Marappathillai]
- Nenjil Or Aalayam
- New [Q]
- Padayappa [Vadaiyappa]
- Pallaandu Vaazhga [Full Aandu Vaazhga]
- Pallikoodam [Edaakoodam]
- Pithamagan [Peelamagan]
- Pokkiri [Bakkery]
- Ponnumani
- Poovellam Un Vaasam [Pooriyellam Kizhangu Vaasam]
- Priya [Freeya]
- Pudhupettai [Pudhu Settai]
- Pudhu Pudhu Arthangal [Puthu Puthu Varuthangal]
- Pudhu Vasantham
- Ramanaa [Summanaa]
- Raja Chinna Roja [Raja Dammathundu Roja]
- Ratha Kanneer [Sotha Kanneer]
- Roja
- Samsaram Adhu Minsaram [Samsaram Adhu Avatharam]
- Sangamam [Sangrumam]
- Santosh Subramaniam [Santhula Subramaniyam][9]
- Salangai Oli [Sangada Oli]
- Saraswathi Sabatham
- Seevalaperi Pandi [Seevala Berikka Pandi]
- Sindhu Bhairavi [Sindhu By Ravi]
- Sivakasi [Amukkivaasi]
- Something Something Unakkum Enakkum [Nothing Nothing Ungalukkum Engalukkum][10]
- Subramaniapuram [Supermaniyapuram]
- Sullan [Ullaan]
- Suryavamsam [Loosvamsam]
- Thalapathi [Thalavithi]
- Thambi [Thumbi]
- Thanga Padhakkam [Thangaatha Padhakkam]
- Thavamai Thavamirundhu [Kadanaai kadanirunthu]
- Thee [Tea]
- Thevar Magan [Thenavattu magan]
- Thillana Mohanambal
- Thimiru [Thimiru Engalukkillai]
- Thiruda Thiruda
- Thirumalai [Thirumazhai]
- Thirupaachi [Veruppaachi]
- Thiruvilaiyadal
- Thiruttu Payale [Thiruttu Pasanga]
- Thotti Jaya [Vetti Jaya]
- Unnidathil Ennai Koduthen [Unnidathil Vennai Koduthen]
- Uyirullavarai Usha
- Varalaru [Thagaraaru: Bad Father]
- Varavu Nalla Uravu [Varavu Romba Koravu]
- Vaaname Ellai [Vaanarame Thollai]
- Vaanathaipola [Varuvaarupola]
- Vaazhkai [Vazhukkai]
- Vedham Pudhithu [Saadham Puthithu]
- Vetri Kodi Kattu [Vetri Pottiya Kattu]
- Vettaiyadu Vilaiyadu [Vettaiyadu Velladu]
- Veyil [Uchi Veyil]
- Virumaandi [Kurumaandi]
- Walter Vetrivel [Vaal Paiyan Vetrivel]
- Yaaradi Nee Mohini [Yaarada nee komaali]

### Programas de televisión falsificados
- Leoni Pattimandram [Idli vs Dosa / Trisha vs Jyothika]
- Arattai Arangam [Parattai Arangam]
- Pepsi Ungal Choice [Goli Soda Ungal Choice]
- Top 10 Movies [Countrywoods Kandravi Countdown]
- Sun Rise Neengal Ketta Paadal [Lemon Rice Yarumae Ketta Paadal]
- Malarum Mottum [Pinjile Pazhuthadu]
- Kaun Banega Crorepati [Kaun Banega Pichadipathi]
- Star Cricket [Judgement Day]
- Kathayalla Nijam [Kathaiyalla Kasmaalam]
- Kalakka Povathu Yaaru [Odhai Vaanga Povadhu Yaaru]
- Madhan's Thirai Paarvai [Budhans Durapaarvai]
- Grandmaster [Pasanga Manasula Yaaru? Andha Figure-ku Enna Peru]
- Mudhal Vanakkam
- Neeya Naana [Onnaa Rendaa]

### Otros
- Raapichai
- Poli Doctor Pothiraj
- Buildup Peelarao
- Mega Serialnga Romba Thollainga
- Siri Siri Darbar
- Veerappan
- Modern Swayamvaram
- Bhagavathar vs Michael Jackson
- Thalaippu Vekka Therila
- Bioscope

## Controversia
En el apogeo del éxito del programa, Manohar, junto con otros tres miembros del elenco, recibieron misteriosos paquetes bomba. Hubo otra controversia en la que el equipo del programa se vio obligado a presentar una disculpa por parodiar la película Pokkiri.

## Premios y nominaciones
| Año  | Premio                  | Categoría                  | Nominado(s)      | Rol      | Resultado |
| ---- | ----------------------- | -------------------------- | ---------------- | -------- | --------- |
| 2014 | Vijay Television Awards | Favourite Comedian Fiction | Manohar          | Él mismo | Nominado  |
| 2014 | Vijay Television Awards | Favourite Comedy Team      | Lollu Sabha Team |          | Nominado  |

## Transmisión internacional
La serie fue lanzada en Vijay TV. El Show también se transmitió internacionalmente en la distribución internacional de Channel.